# إستيبان خيرمان
إستيبان خيرمان هو لاعب كرة قاعدة دومينيكاني، ولد في 26 يناير 1978 في سانتو دومينغو في جمهورية الدومينيكان.

## وصلات خارجية
- إستيبان خيرمان على موقع دوري كرة القاعدة الرئيسي (الإنجليزية)
- إستيبان خيرمان على موقع الدوري الياباني لكرة القاعدة (الإنجليزية)
- إستيبان خيرمان على موقعبيزبول رفرنس.كوم (الدوري الرئيسي) (الإنجليزية)
- إستيبان خيرمان على موقعبيزبول رفرنس.كوم (الدوري الثانوي) (الإنجليزية)
- إستيبان خيرمان على موقع إي إس بي إن.كوم (أم.أل.بي) (الإنجليزية)
- إستيبان خيرمان على موقع مشجعي الرسوم البيانية (الإنجليزية)